# アリーナ立川立飛

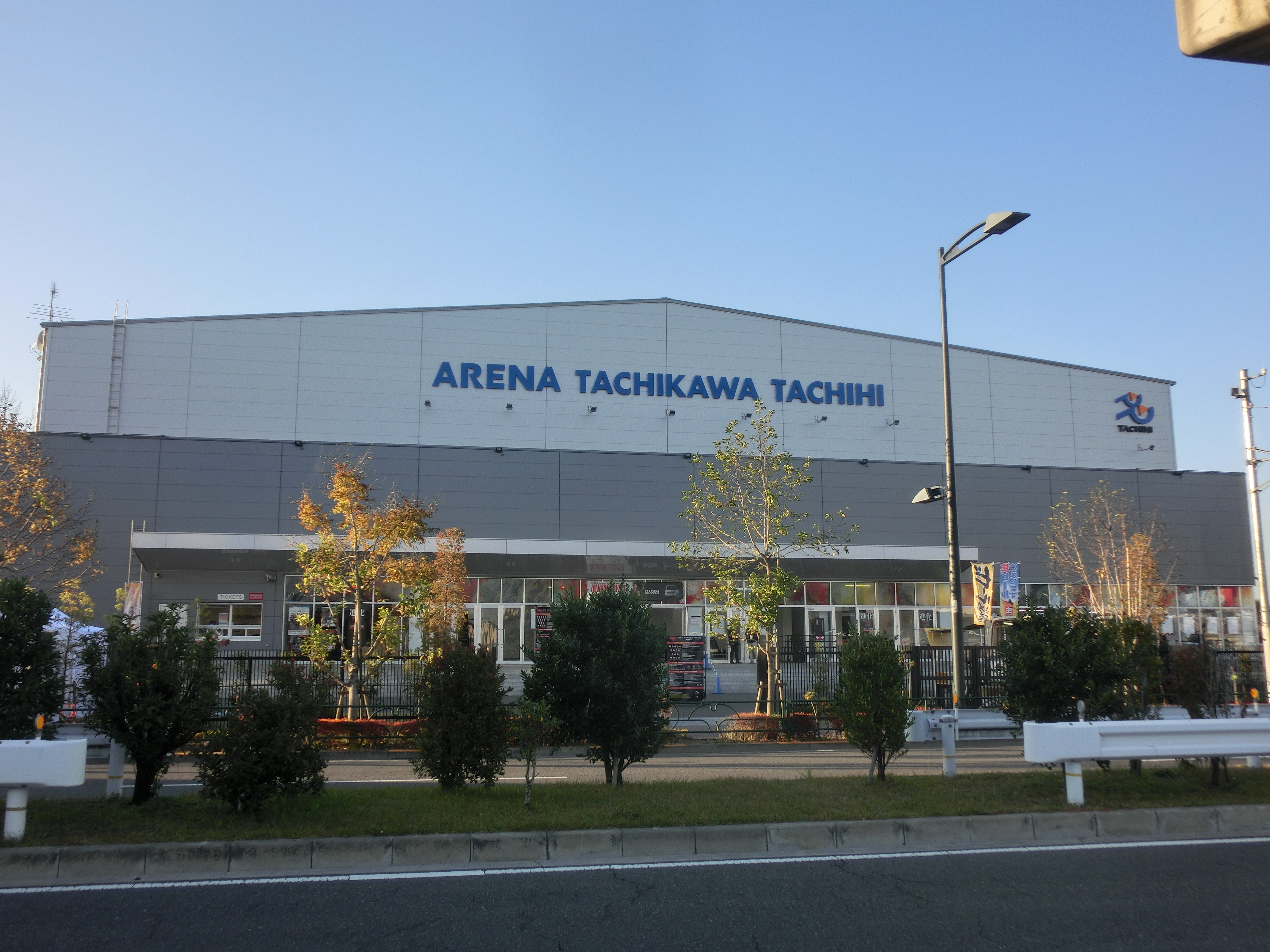
アリーナ立川立飛（正面歩道から撮影）

アリーナ立川立飛（アリーナたちかわたちひ）は、東京都立川市にある体育館。立川市に本社を置く不動産建設会社・立飛ホールディングスが建設主体となり、2017年10月に開場した。

## 建設経緯
立川飛行場に近接して軍用機の製造を行っていた立川飛行機を源流とし、現在は不動産業・建設業を主体とする立飛ホールディングスが、自社工場跡地の土地の再開発の一環として2016年12月20日に建設計画を公表し、同社が事業主体となって建設した鉄骨2階建ての体育館で、バスケットボールが盛んな立川市の土地柄を踏まえ、B.LEAGUE B2のホームアリーナに充足する3000人程度の収容能力を持つ。
日本建築構造センター（現・JSC株式会社）がシステム建築大手の横河システム建築（YBHDグループ）と共同で開発を行った、構造を単純化・標準化して建設費・工期を半減させ、最長50年使用可能な仮設アリーナ「ローコストアリーナ」（LCアリーナ）の第1号案件として施工された。
2017-18シーズンからB.LEAGUE B1のアルバルク東京が、本来本拠としている国立代々木競技場第2体育館の老朽化と東京2020オリンピック・パラリンピックの会場として使用するための耐震補強改修工事を実施するため、ホームアリーナとして使用していた。2022-23シーズンからは同シーズンよりB3リーグ参入が決まった立川ダイスのホームアリーナとして使用されている。また、日本フットサルリーグ（Fリーグ）に所属する立川アスレティックFCが、2018-2019年シーズンより本拠地としてホームゲームを開催している。さらに、石川ボクシングジム立川が主催するプロボクシング興行も2019年より年1回開かれている。
このアリーナのある立飛駅周辺では、飛行場跡地の再開発の一環で、2015年に三井不動産との協働による「ららぽーと立川立飛」を開設、さらに近接の立川北駅にある国営昭和記念公園東の旧国有地にも2500人収容のコンサートホールやホテル・オフィスビルなどの土地の再開発を予定しており、これらを総合して立川市街地の賑わいづくりを目指している。なお現「ららぽーと立川立飛」の敷地には、かつて立飛企業がゴルフ練習場と軟式野球場を設置したことがあり、地域スポーツ振興に貢献したいとしている。

### ドーム立川立飛

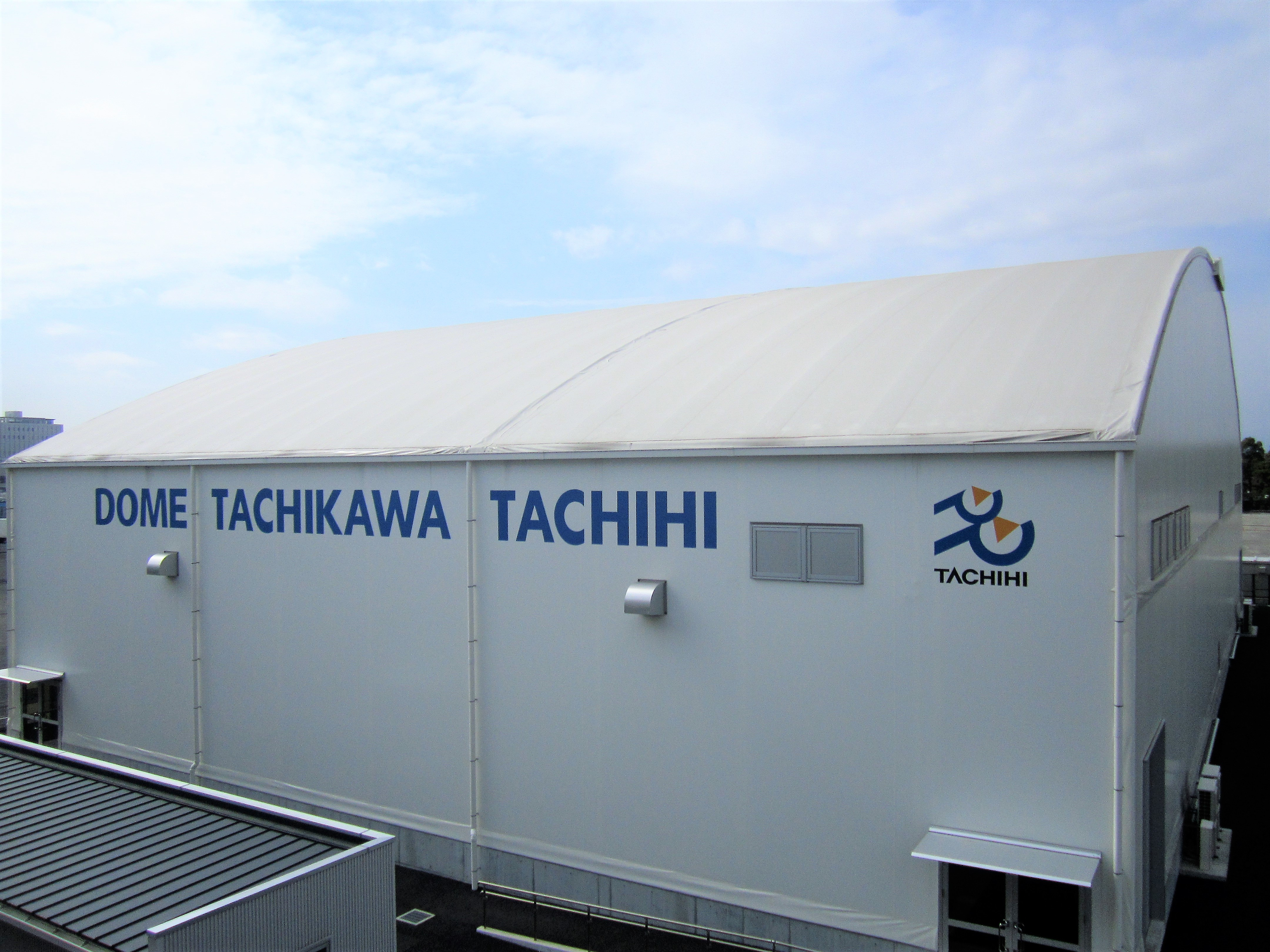
ドーム立川立飛

2018年8月16日竣工、アリーナ立川立飛の南側にできた施設。建設は立飛グループの立飛エステート。移動式の観客席は1000席。建築面積が約1,600㎡。8月22日、大相撲夏巡業立川立飛場所での力士控室として初使用。9月の東レパンパシテニスオープントーナメントでは予選会場として使用された。
道を挟んだ地区には人工の砂浜1200トンで造成されたタチヒビーチを増設。ビーチサッカーは1面、ビーチバレーなら2面が確保できる。
立飛ホールディングスがパンナム・スポーツ機構加盟国、約20か国の海外選手団受け入れを決めたことから、アリーナ、ドームとともに2020年東京五輪の事前トレーニングキャンプ地となった。

## 使用チーム
- アルバルク東京（B.LEAGUE、2017年 - 2022年）
- 立川アスレティックFC（Fリーグ、2018年 - ）
- 石川ボクシングジム立川（JBC、2019年 - ）
- 立川ダイス（B3リーグ、2022年 - ）

## アクセス
- 多摩都市モノレール立飛駅下車 徒歩1分